# Fjenneslev Sogn
Fjenneslev Sogn ist eine Kirchspielsgemeinde (dän.: Sogn) auf der dänischen Insel Seeland.
Bis 1970 gehörte sie zur Harde Alsted Herred im damaligen Sorø Amt, danach zur Sorø Kommune im Vestsjællands Amt, die wiederum im Zuge der Kommunalreform zum 1. Januar 2007 in der erweiterten Sorø Kommune in der Region Sjælland aufgegangen ist.

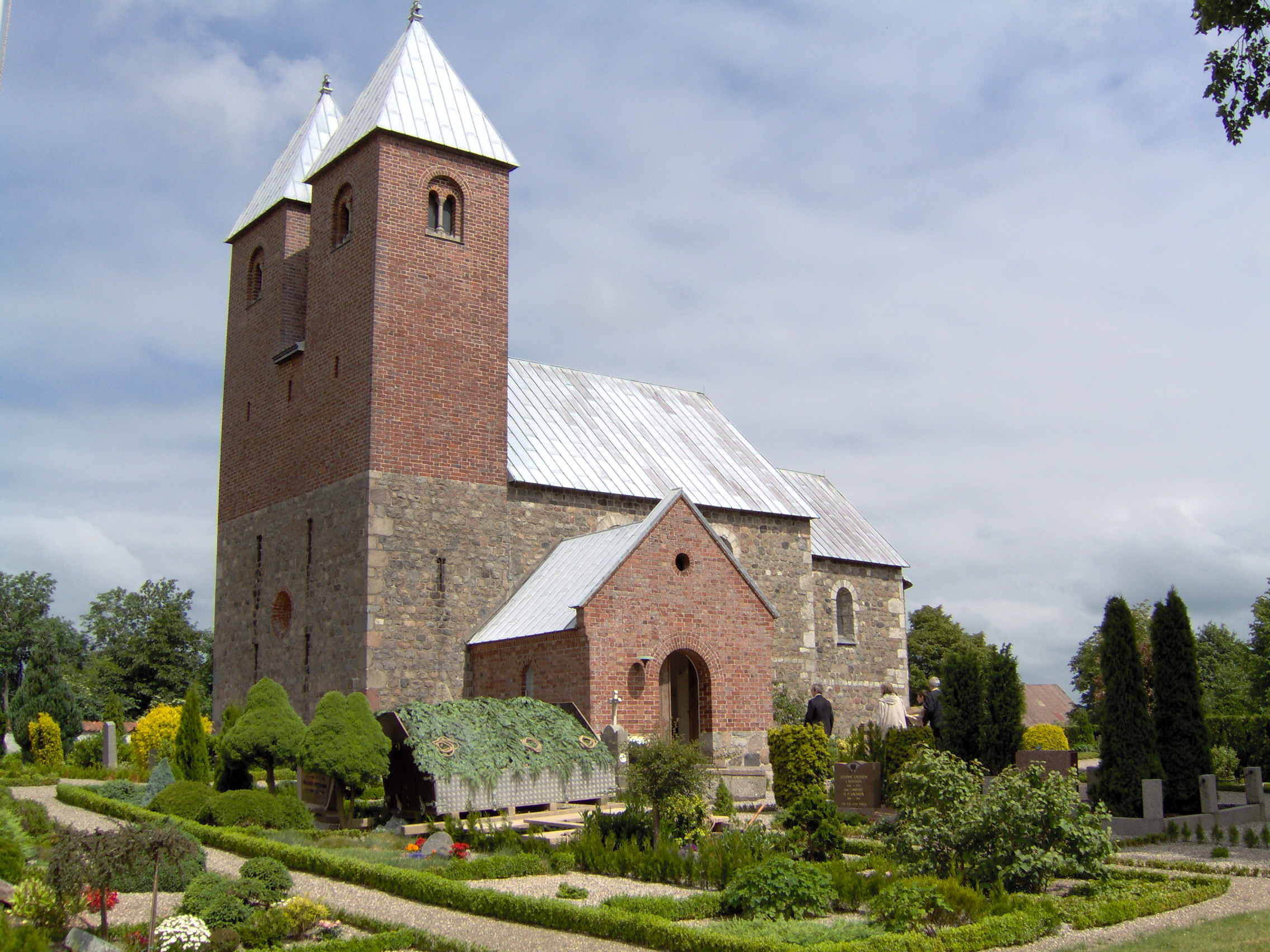
Fjenneslev Kirke

Am 1. Januar 2023 lebten im Kirchspiel 1024 Einwohner, davon 792 im Kirchort Fjenneslev. Die Fjenneslev Kirke liegt auf dem Gebiet der Gemeinde.
Nachbargemeinden sind im Süden Alsted Sogn, im Westen Slaglille Sogn, im Nordwesten Bjernede Sogn, sowie auf dem Gebiet der Ringsted Kommune im Norden Gyrstinge Sogn, im Nordosten Bringstrup Sogn und im Südosten Sigersted Sogn.